# Второе объединённое тактическое авиационное командование (НАТО)
Второе объединённое тактическое авиационное командование, 2 ОТАК (Second Allied Tactical Air Force, 2 ATAF) - военное формирование НАТО в составе Объединённых Военно-Воздушных сил Центральной Европы. Задачей 2 ОТАК являлось оказание воздушной поддержки Северной Группе армий НАТО (NORTHAG, СЕВАГ). Под командованием 2 ОТАК находились все самолёты в её зоне ответственности и все подкрепления, направляемые в неё, а также авиабазы, наземные радарные станции и системы ПВО.

## История
Второе объединённое тактическое авиационное командование было образовано в 1958 году. Зона его ответственности охватывала Нидерланды, Бельгию и территорию бывшей британской оккупационной зоны Германии — земли Нижняя Саксония и Северный Рейн-Вестфалия, в которых дислоцировались силы СЕВАГ. Командующим 2 ОТАК являлся старший Маршал авиации, командующий 2 ОТАК Королевских ВВС Германии, переименованного 1 января 1959 года в Королевские ВВС Германии.
В мирное время штаб 2 ОТАК располагался в штабе КВСГ в (Рейндалене, ФРГ). В случае войны штабы СЕВАГ и 2 ОТАК переносились в Объединённый оперативный центр в Маастрихте (Маастрихстский ООЦ). В 1983 году было начато строительство Кастлегейтского постоянного военного штаба в Линнихе, Германия, для замены Маастрихтского ООЦ.
Второе объединённое тактическое авиационное командование включало в себя британские Королевские ВВС Германии, Королевские ВВС Бельгии, Королевские ВВС Нидерландов, две авиадивизии ВВС Федеративной Республики Германии (Люфтваффе), одну тактическую истребительную группу ВВС США, а также подразделения ПВО Германии, Бельгии и Нидерландов.
В случае необходимости 2 ОТАК могло быть усилено подразделениями ВВС США — Третьей (базировалась в Великобритании), Восьмой (Бомбардировочно-разведывательная), Девятой (подкрепления немедленного реагирования) и Двенадцатой (подкрепления второго эшелона) воздушными армиями (Air Force), а также ВВС Франции и Королевских ВВС Великобритании. В 1980-х в случае начала войны 2 ОТАК насчитывало бы около 700 самолётов.
2 ОТАК было расформировано 30 июня 1993 года. Её функции были переданы Объединённым Военно-воздушным силам Центральной Европы.

### Состав 2 ОТАК на 1989 год
- Штаб 2 ОТАК, Рейндален/Маастрихтский ООЦ
  - Оперативный центр противовоздушной обороны, Маастрихт
    - Секторный Оперативный Центр 1, Аурих
      - 1-й батальон 34-го полка связи Люфтваффе (контрольно-координационный центр, Аурих)
      - 2-й батальон 34-го полка связи Люфтваффе (контрольно-координационный центр, Фиссельхёфеде)
      - 3-й батальон 34-го полка связи, Люфтваффе (контрольно-координационный центр, Брекендорф)
      - Контрольно-координационный центр, КВС Нидерландов, Ниу-Миллиген, Апелдорн
      - 225-й дивизион (3 MIM-23 Hawk, 3 Bofors L70)

    - Секторный Оперативный Центр 2, Удем
      - 1-й батальон 33-го полка связи Люфтваффе (контрольно-координационный центр, Удем)
      - 3-й батальон 33-го полка связи Люфтваффе (контрольно-координационный центр, Бракель)
      - 5-я учебная группа, 2-я техническая школа Люфтваффе, контрольно-координационный центр, Эрндтебрюк
      - Контрольно-координационный центр, КВС Бельгии, Ниу-Миллиген, Бассанж
      - 4-й батальон 33-го полка связи Люфтваффе, Фасберг (12 передовых мобильных радарных станций на внутренней германской границе (ГДР и ФРГ))
- Британские королевские ВВС Германии, Рейндален
  - Авиабаза Брюгген, ФРГ
    - 9-я эскадрилья, 12 «Торнадо» GR Mk.1
    - 14-я эскадрилья, 12 «Торнадо» GR Mk.1
    - 17-я эскадрилья, 12 «Торнадо» GR Mk.1
    - 31-я эскадрилья, 12 «Торнадо» GR Mk.1
    - 37-й дивизион, полк КВС (подразделение наземной обороны авиабаз (8 ЗРК Rapier))
    - 51-й эскадрон, полк КВС (15 FV103 Spartan, 6x «Скорпион»)

  - Авиабаза Гютерсло, ФРГ
    - 3-я эскадрилья, 16 «Харриер» GR Mk.5
    - 4-я эскадрилья, 16 «Харриер» GR Mk.5
    - 63-й дивизион, полк КВС (8 ЗРК Rapier)

  - Авиабаза Лаарбурх, Веце, ФРГ
    - 2-я эскадрилья, 12 «Торнадо» GR Mk.1A (разведывательные)
    - 15-я эскадрилья, 12 «Торнадо» GR Mk.1
    - 16-я эскадрилья, 12 «Торнадо» GR Mk.1
    - 20-я эскадрилья, 12 «Торнадо» GR Mk.1
    - 26-й дивизион, полк КВС (8 ЗРК Rapier)
    - 1-й эскадрон, полк КВС (15 FV103 Spartan, 6x «Скорпион»)

  - Авиабаза Вильденрат, Вегберг, ФРГ
    - 19-я эскадрилья, 12 «Фантом» FGR Mk.2
    - 92-я эскадрилья, 12 «Фантом» FGR Mk.2
    - 16-й дивизион, полк КВС (8 ЗРК Rapier)
- ВВС США
  - Авиабаза КВС Нидерландов Зостерберг, Нидерланды
    - 32-я тактическая истребительная группа
      - 32-я тактическая истребительная эскадрилья (24 F-15C)
      - 221-й нидерландская эскадрилья (MIM-23 Hawk)

    - Авиабаза Нёрфених
      - Передовое соединение 81-го тактического авиакрыла (8 Fairchild Republic A-10 Thunderbolt II)
- Королевские ВВС Бельгии
  - 1-е авиакрыло, авиабаза Бовешен, Бельгия
    - 349-я эскадрилья (24 F-16)
    - 350-я эскадрилья (24 F-16)

  - 2-е авиакрыло, авиабаза Флорен, Бельгия
    - 1-я эскадрилья (24 F-16)
    - 2-я эскадрилья (24 F-16)

  - 3-е авиакрыло, авиабаза Биерс Льеж, Бельгия
    - 8-я эскадрилья (24 «Мираж-5BA»)
    - 42-я эскадрилья (24 «Мираж-5BAR» (разведчики))

  - 9-е авиакрыло, авиабаза Синт-Трёйден, Бельгия
    - 7-я эскадрилья (16 Alpha Jet)
    - 33-я эскадрилья (16 Alpha Jet)

  - 10-е авиакрыло, авиабаза Клейне Брогель, Бельгия
    - 23-я эскадрилья (24 F-16)
    - 31-я эскадрилья (24 F-16)

  - Бельгийская армия
    - 43-й артиллерийский батальон, Бракель (4 дивизиона MIM-23 Hawk по 6 ПУ)
    - 62-й артиллерийский батальон, Марсберг (4 дивизиона MIM-23 Hawk по 6 ПУ)
- Королевские ВВС Нидерландов
  - Авиабаза Эйндховен, Нидерланды
    - 316-я истребительно-бомбардировочная эскадрилья (18 NF-5A)
    - 422-й дивизион (3 MIM-23 Hawk, 3 Bofors L70)

  - Авиабаза Гилзе-Рийен, Нидерланды
    - 314-я истребительно-бомбардировочная эскадрилья (18 NF-5A)
    - 121-й дивизион (3 MIM-23 Hawk, 3 Bofors L70)

  - Авиабаза Леуварден, Нидерланды
    - 322-я истребительно-бомбардировочная эскадрилья (18 F-16A)
    - 323-я истребительно-бомбардировочная эскадрилья (18 F-16A)
    - 119-й дивизион (3 MIM-23 Hawk, 3 Bofors L70)

  - Авиабаза Твенте, Энсхеде, Нидерланды
    - 313-я истребительно-бомбардировочная эскадрилья (18 F-16A)
    - 315-я истребительно-бомбардировочная эскадрилья (18 F-16A)
    - 222-й дивизион (3 MIM-23 Hawk, 3 Bofors L70)

  - Авиабаза Волкель, Уден, Нидерланды
    - 306-я разведывательная эскадрилья (18 F-16A)
    - 311-я истребительно-бомбардировочная эскадрилья (18 F-16A)
    - 312-я истребительно-бомбардировочная эскадрилья (18 F-16A)
    - 420-й дивизион (3 MIM-23 Hawk, 3 Bofors L70)

  - Авиабаза Де Пиль, Венрай, Нидерланды (резервная)
    - 421-й дивизион (3 MIM-23 Hawk, 3 Bofors L70)

  - 3-я группа управляемого оружия, Бломберг (2 дивизиона MiM-104 «Пэтриот» по 5 ПУ, 2 дивизиона MIM-23 Hawk по 6 ПУ)
  - 5-я группа управляемого оружия, Штольценау (2 дивизиона MiM-104 «Пэтриот» по 5 ПУ, 2 дивизиона MIM-23 Hawk по 6 ПУ)
- ВВС ФРГ (Люфтваффе)
- 3-я дивизия Люфтваффе, Калькар
  - Авиабаза Нёрфених
    - Ягдбомбергешвадер[прим. 1] 31[прим. 2], 2 эскадрильи «Торнадо» по 16 машин, 6 «Торнадо» GR Mk.1 в резерве

  - Авиабаза Рейн-Хопстен
    - Ягдбомбергешвадер 36, 2 эскадрильи «Фантом» по 15 машин, 15 «Фантом» в резерве

  - Авиабаза Евер
    - Ягдбомбергешвадер 38
      - 1-я эскадрилья, 24 «Торнадо» IDS (учебно-боевые)
      - 2-я эскадрилья, 16 «Торнадо» IDS (учебно-боевые), резерв

  - авиабаза Ольденбург
    - Ягдбомбергешвадер 43, 2 эскадрильи Alpha Jet по 18 машин, 8 Alpha Jet) в резерве
- 4-я дивизия Люфтваффе, Аурих
  - Авиабаза Виттемундхафен, Виттмунд, ФРГ
    - Ягдбомбергешвадер 71, 2 эскадрильи «Фантом» по 15 машин, 4 «Фантом» в резерве

  - 1-е командование противовоздушной обороны, Хайде
    - 26-е ракетное крыло ПВО, Вангерланд, 6 дивизионов MiM-104 «Пэтриот»: 1 станция управления, 1 радарная станция, 8 пусковых установок
    - 37-е ракетное крыло ПВО, Куксхафен, 4 дивизиона MIM-23 Hawk: 6 пусковых установок
    - 39-е ракетное крыло ПВО, Эккернфёрде, 4 дивизиона MIM-23 Hawk: 6 пусковых установок

  - 2-е командование противовоздушной обороны, Бремерфёрде
    - 24-е ракетное крыло ПВО, Дельменхорст, 6 дивизионов MiM-104 «Пэтриот»: 1 станция управления, 1 радарная станция, 8 пусковых установок
    - 31-е ракетное крыло ПВО, Вестертимке, 4 дивизиона MIM-23 Hawk: 6 пусковых установок
    - 36-е ракетное крыло ПВО, Бремерфёрде, 4 дивизиона MIM-23 Hawk: 6 пусковых установок

  - 2-е командование противовоздушной обороны, Ольденбург
    - 25-е ракетное крыло ПВО, Айдельштедт, 6 дивизионов MiM-104 «Пэтриот»: 1 станция управления, 1 радарная станция, 8 пусковых установок
    - 35-е ракетное крыло ПВО, Дельменхорст, 4 дивизиона MIM-23 Hawk: 6 пусковых установок
    - 41-я ракетная группа ПВО, Вангерланд, 16 Роланд — прикрытие авиабаз Евер, Рейн-Хопстен и Виттмундхафен.

  - 33-й полк связи, Гох
  - 34-й полк связи, Альт-Дуфенштедт

## См.также
- Северная группа армий (НАТО) (СЕВАГ)
- Союзные силы центральной Европы (AFCENT)
- Союзные воздушные силы центральной Европы
- Четвёртое объединённое тактическое авиационное командование
  - Группа Советских войск в Германии
  - 16-я воздушная армия